# Sant'Andrea di Compito
Sant'Andrea di Cómpito è una frazione del comune italiano di Capannori, nella provincia di Lucca, in Toscana. Fa parte della zona del Compitese.  Il paese è visitato e conosciuto per la mostra delle camelie.

## Geografia fisica
Posto alle pendici del monte Serra, ad una altezza di circa 150 metri sul livello del mare. il paese, essendo situato a nord del monte Serra, d'inverno, vede poca luce solare; per questo, il paese, nel periodo natalizio, può raggiungere temperature anche fino a -10° seppur data la sua bassa altitudine. 

### Clima
La stazione meteo si trova nella vicina Pieve di Compito. 
Dati: 
https://www.sir.toscana.it/
|                    | Gen  | Feb  | Mar  | Apr  | Mag  | Giu  | Lug  | Ago  | Set  | Ott  | Nov  | Dic  |
| ------------------ | ---- | ---- | ---- | ---- | ---- | ---- | ---- | ---- | ---- | ---- | ---- | ---- |
| T. max. media (°C) | 10,7 | 11,8 | 15,0 | 18,6 | 22,9 | 26,7 | 30,2 | 30,4 | 26,6 | 20,9 | 15,1 | 11,5 |
| T. min. media (°C) | 1,4  | 2,1  | 4,3  | 7,0  | 10,5 | 13,8 | 16,4 | 16,3 | 13,2 | 9,3  | 5,6  | 2,5  |

## Monumenti e luoghi d'interesse
Sant'Andrea di Cómpito è un paese di origini molto antiche, testimoniate, ad esempio, dall'antica torre di segnalazione risalente al XIII secolo.
Il borgo è famoso per le sue fonti di acqua purissima e per la Mostra delle Antiche Camelie della Lucchesia. Dal fiore di questa pianta, in questo paese, è stato prodotto il primo tè inventato in italia; il tè alla camelia. è possibile venire a questa mostra gli ultimi due weekend di marzo e i primi due di aprile

### La chiesa di Sant'Andrea di Compito
Fu fondata nel 919 in un luogo chiamato "Trebbio"; a cavallo del XII e XIII secolo non più in grado di ospitare l’intera popolazione, venne ampliata una prima volta, altre importanti ristrutturazione le subì successivamente, come il campanile che verrà ricostruito a metà dell’800, sulle rovine della vecchia torre. La chiesa di San Pietro a Forcone è la più antica del borgo e nel XVII secolo ormai semi abbandonata e in cattivo stato di conservazione, vide spostare i suoi benefici alla nuova sede parrocchiale di S. Andrea.

### Torre di guardia o di segnalazione
Nacque come torre campanaria della chiesa di San Pietro a Forcone. Nel medioevo completava il complesso sistema difensivo della Repubblica di Lucca. Sul tetto della torre vi fu posto un braciere, che veniva acceso in caso di invasione da parte dei pisani, così un segnale luminoso veniva diretto al Castello di Compito, che a sua volta lo ritrasmetteva alla Torre di Palazzo situata nel centro di Lucca. Così i lucchesi potevano inviare truppe armate nel compitese per arginare in tempo gli attacchi nemici. Vista l'importanza strategica della torre, durante il XV secolo, il signore di Lucca Paolo Guinigi ne comandò la ristrutturazione e lungo la parete frontale venne posta una gabbia metallica, nella quale veniva inserita la testa dei condannati a morte, come avvertimento per altri eventuali fuorilegge.

### Galleria d'immagini

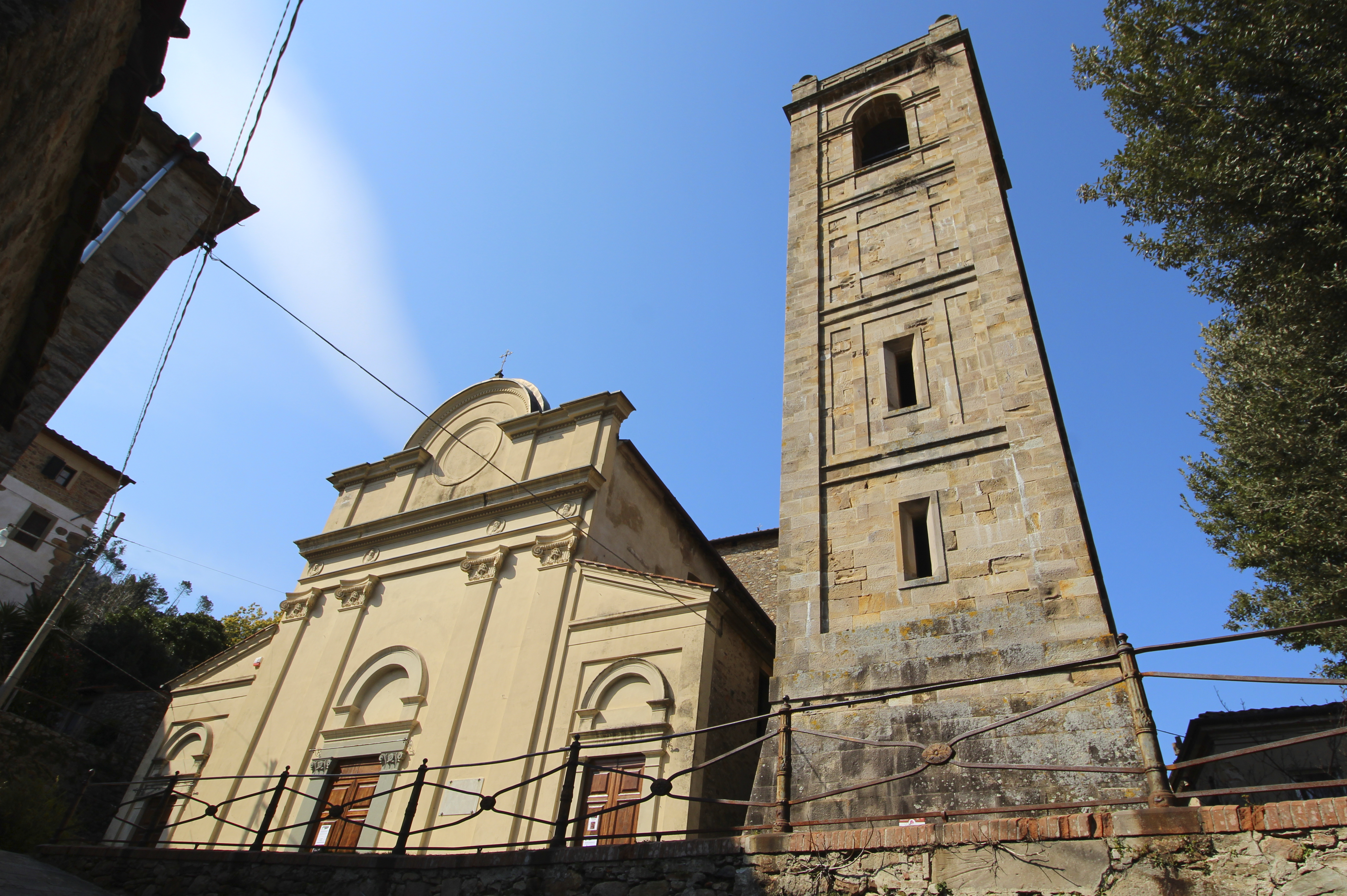
La chiesa di Sant'Andrea
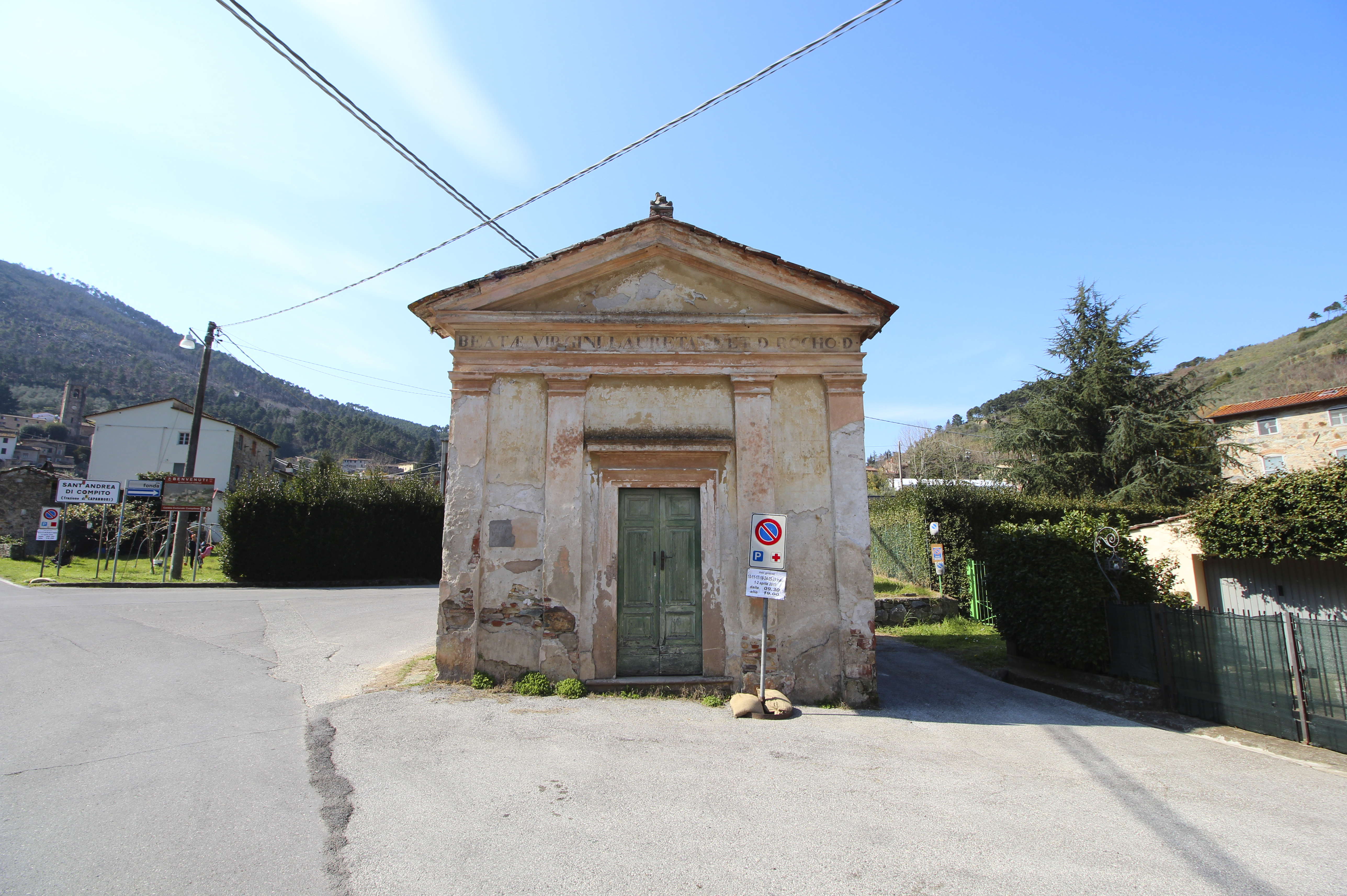
L'oratorio di San Rocco
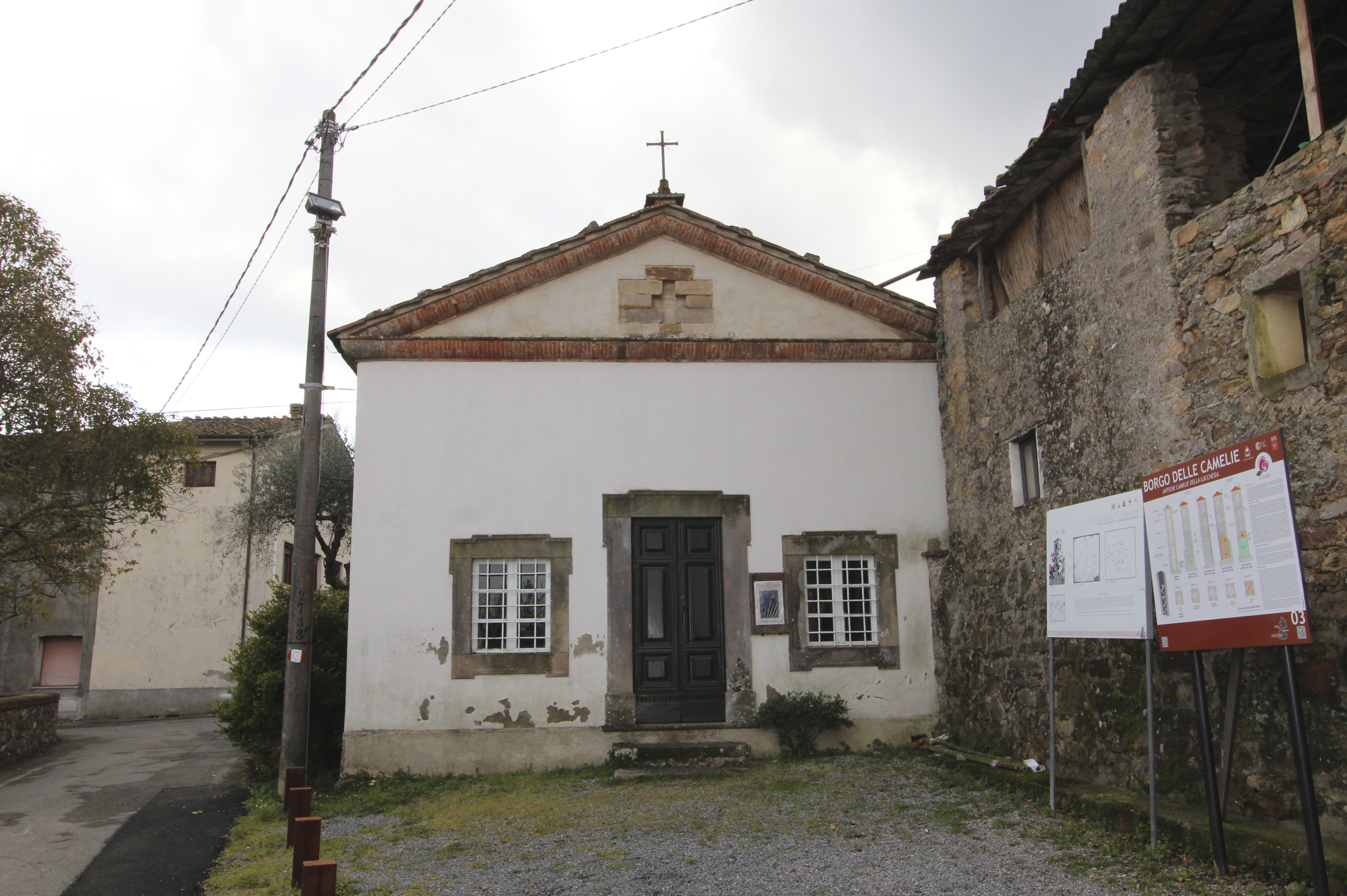
La chiesa di Santa Lucia (già San Pietro in Forcone)

## Infrastrutture e Trasporti

### Ferrovie
Fra il 1928 ed il 1944 la località era servita dalla ferrovia Lucca-Pontedera, soppressa in seguito ai danni subiti durante la seconda guerra mondiale e non più ripristinata, lungo la quale esisteva la fermata denominata "San Leonardo-Sant'Andrea".

### Mobilità urbana
Sant'Andrea di Cómpito è servita dalle autocorse in servizio di trasporto pubblico locale svolte dalla società CTT Nord.